# Championnat d'Afrique du Sud de Formule 1 1961
Navigation
1960 1962
Le championnat d'Afrique du Sud de Formule 1 1961 est la neuvième saison du Championnat d'Afrique du Sud des pilotes et la deuxième avec des monoplaces de type Formule 1. Bien que non organisée par la FIA, les monoplaces en suivent la réglementation officielle. Les deux premières courses se déroulent en décembre 1960.
Syd van der Vyver conserve son titre de champion d'Afrique du Sud.

## Résultats
| no | Date        | Course                      | Lieu             | Vainqueur         | Écurie                 | Pole position     | Record du tour | Résumé |
| -- | ----------- | --------------------------- | ---------------- | ----------------- | ---------------------- | ----------------- | -------------- | ------ |
| 1  | 17 décembre | Grand Prix du Cap           | Killarney        | Stirling Moss     | Rob Walker Racing Team |                   | Jo Bonnier     | Résumé |
| 2  | 27 décembre | Grand Prix d'Afrique du Sud | East London      | Stirling Moss     | Rob Walker Racing Team | Stirling Moss     |                | Résumé |
| 3  | 2 janvier   | Pietermaritzburg F1         | Pietermaritzburg | Bruce Johnstone   | Bruce Johnstone        | Bruce Johnstone   |                |        |
| 4  | 4 mars      | Killarney F1                | Killarney        | John Love         | Scuderia Lupini        | John Love         |                |        |
| 5  | 18 mars     | Grand Central F1            | Grand Central    | Doug Serrurier    | Doug Serrurier         | Doug Serrurier    |                |        |
| 6  | 3 avril     | Pietermaritzburg F1         | Pietermaritzburg | Bruce Johnstone   | Bruce Johnstone        | Bruce Johnstone   |                |        |
| 7  | 3 juin      | Grand Central F1            | Grand Central    | Syd van der Vyver | Syd van der Vyver      | Syd van der Vyver |                |        |
| 8  | 10 juillet  | East London F1              | East London      | Syd van der Vyver | Syd van der Vyver      | Syd van der Vyver |                |        |
| 9  | 12 août     | Grand Central F1            | Grand Central    | Syd van der Vyver | Syd van der Vyver      |                   |                |        |
| 10 | 4 novembre  | Kyalami F1                  | Kyalami          | Ernest Pieterse   | Scuderia Alfa          | Ernest Pieterse   |                |        |